# Oulunsalo

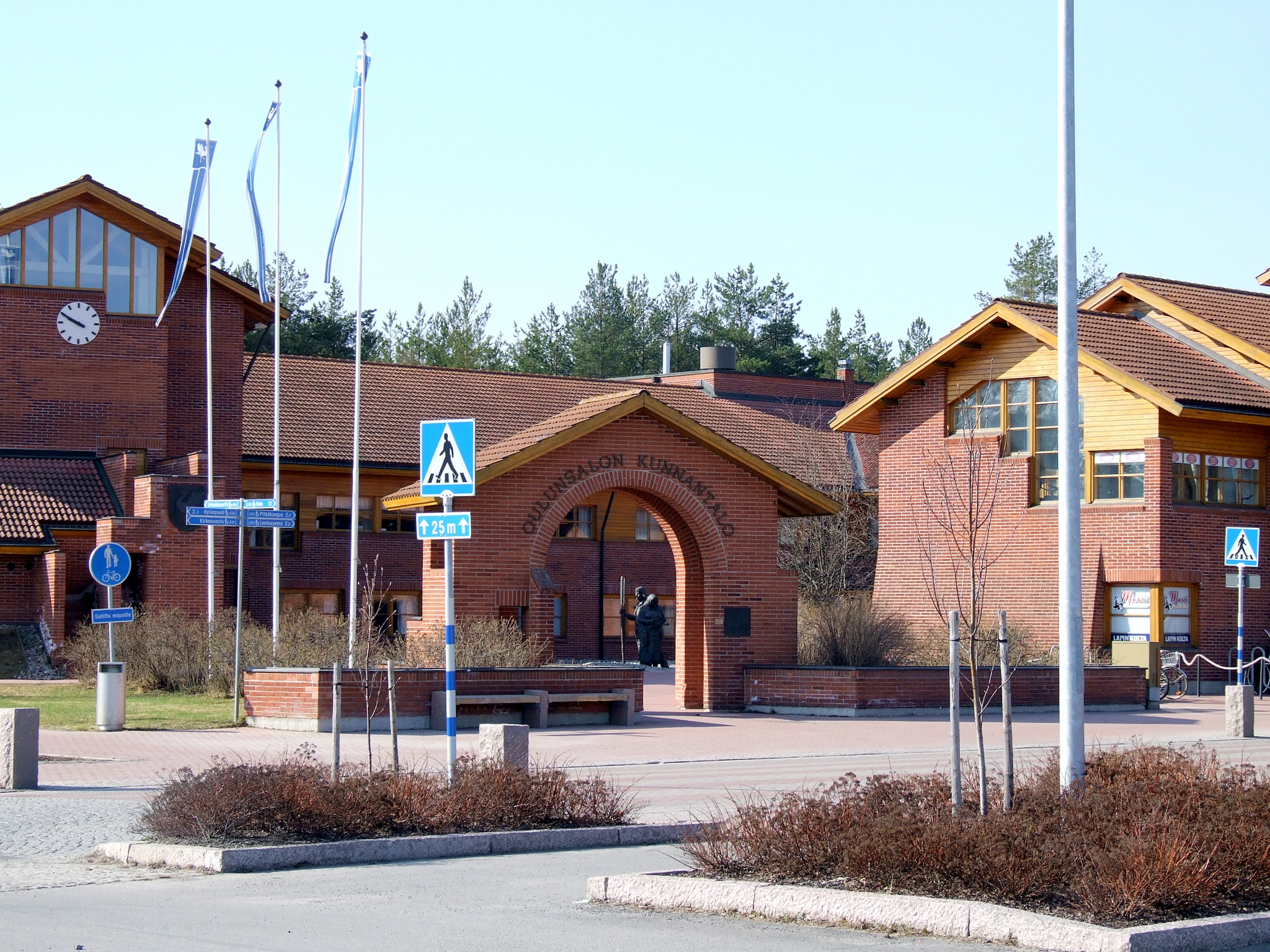
Tòa thị chính Oulunsalo

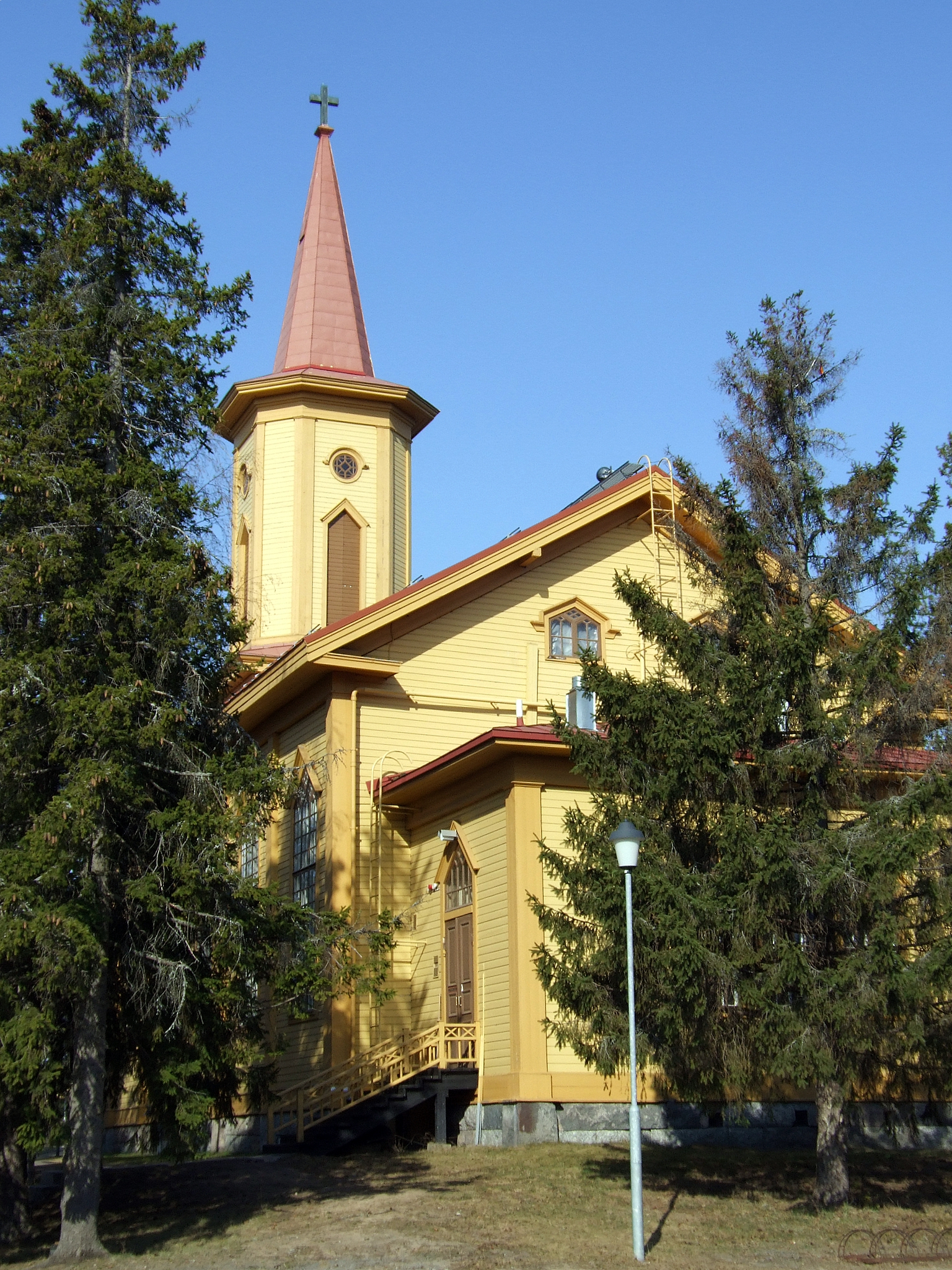
Nhà thờ ở Oulunsalo

Oulunsalo là một đô thị ở tỉnh Oulu, ở Phần Lan. Đô thị này tọa lạc ở Bắc Phần Lan, tây nam của Oulu. Dân số Oulunsalo là 9.513 người (31 tháng 5 năm 2008), diện tích 82,58 km² (trừ vùng biển) trong đó có 0,96 km² vùng nước nội địa. Mật độ dân số là 112,5 người trên mỗi km². Đô thị Oulunsalo được lập năm 1882.
Sân bay Oulu nằm ở Oulunsalo.
Đô thị này chỉ sử dụng tiếng Phần Lan. Đô thị này trước đây có tên là"Uleåsalo"trong các tài liệu tiếng Thụy Điển nhưng ngày nay lại có tên"Oulunsalo"trong tiếng Thụy Điển.

## Thành phố kết nghĩa
- Tanno, Nhật Bản (từ năm 1992)